# Synemon nais
Synemon nais is een vlinder uit de familie Castniidae. De soort komt voor in het Australaziatisch gebied.
De wetenschappelijke naam van de soort werd in 1850 gepubliceerd door Johann Christoph Friedrich Klug.